# Delay Lama
Delay Lama是一個VST工具外掛程式，使用時會出現藏傳佛教喇嘛的三維影像，以類似唸經的聲音歌唱。Delay Lama之名為達賴喇嘛的諧音。

## 背景
2002年5月23日，由四位荷蘭學生的組織「AudioNerdz」於網絡上公開，只要輸入電郵地址即可免費下載。AudioNerdz希望下載者捐贈關心藏族問題的團體International Campaign for Tibet，但並非強制。其後有美國公司CafePress.com於網上發售Delay Lama的商品（T恤、帽、杯等），AudioNerdz會把大部分收益捐於International Campaign for Tibet。

## 軟件概要
因只是插件而不能單獨使用，需要配合其他對應VST工具的音訊編輯軟件使用。
使用時會顯示一個光頭、穿著僧侶服的喇嘛。可讀入MIDI檔案或直接以MIDI鍵盤輸入令其輸出像唸經的延遲歌聲，但只可發出一部分的母音（o、i、e、wa、ya等），一般上很難唱出有實際意思的歌詞，喇嘛的表情會跟隨母音轉換而改變。

## 反應
因特別的外觀和歌聲而曾在2002年下旬成為電子音樂製作界的話題。
2007年5月22日，有日本影片網站NICONICO動畫的用戶上載一段以三個Delay Lama合唱2005年的日本動畫的同名前期片頭曲（Delay Lama版本俗稱），其後相繼出現各類型以Delay Lama歌唱的影片，影片多為左、中、右三個Delay Lama，其中左面的Delay Lama因比較「突出」而被NICONICO動畫用戶稱為「（日語「左」的片假名寫法，並加上間隔號，下同）」，中間的則是「（主唱），右邊是「（和聲）」。2007年10月，DWANGO更把和其他一些歌曲以手電鈴聲形式發放，鈴聲是DWANGO自行製作，不同於上載NICONICO動畫的歌曲。
因和同為電子音樂製作軟件的初音未來一樣有強烈的角色性，而出現互相比較。「DTM MAGAZINE」2007年11月號的「初音未來特集」中，出現把Delay Lama和初音未來比較的記事「特別嘉賓『Delay Lama』登場！喇嘛與未來，夢幻競演」。